# Norops scapularis
Norops scapularis är en ödleart som beskrevs av  George Albert Boulenger 1908. Norops scapularis ingår i släktet Norops och familjen Polychrotidae. Inga underarter finns listade i Catalogue of Life.